# Eagles Greatest Hits, Vol. 2
Eagles Greatest Hits, Vol. 2는 미국의 록 밴드 이글스의 두번째 베스트 앨범이며, 이글스가 해체된 후인 1982년 발매되었다. "Hotel California"를 포함한 Their Greatest Hits (1971-1975)에 수록되지 않은 베스트 음악들을 수록하였다. 빌보트 차트 52위까지 올라갔다.

## 트랙 리스트

### 앞면
1. "Hotel California"(Hotel California) - 6:29
2. "Heartache Tonight"(The Long Run) - 4:25
3. "Seven Bridges Road"(Eagles Live) - 2:58
4. "Victim of Love"(Hotel California) - 4:10
5. "The Sad Café"(The Long Run) - 5:32

### 뒷면
1. "Life in the Fast Lane"(Hotel California) - 4:45
2. "I Can't Tell You Why"(The Long Run) - 4:54
3. "New Kid in Town"(Hotel California) - 5:04
4. "The Long Run"(The Long Run) - 3:42
5. "After the Thrill Is Gone"(One of These Nights) - 4:41

## 같이 보기
- 미국에서 가장 많이 팔린 음반 목록